# Enoki Misako
Enoki Misako (榎 美沙子 Giả Mỹ Sa Tử, sinh ngày 23 tháng 1 năm 1945) là một nhà nữ quyền, dược sĩ và chính trị gia Nhật Bản. Bà đã khởi động và trở thành biểu tượng của phong trào phụ nữ ở Nhật Bản khi đứng ra tổ chức các nhà hoạt động thúc đẩy việc hợp pháp hóa thuốc tránh thai.
Để thể hiện sự tôn trọng đối với cha mẹ già yếu, Enoki buộc phải kết hôn ở tuổi 24. Bà kết hôn với bác sĩ Natsuo Kiuchi, giữ lại tên thời con gái của mình. Enoki bắt đầu tham gia vào nhóm dịch thuật giải phóng phụ nữ Nhật Bản được gọi là Wolf Group (Urufu no Kai). Bà đã phát một tập sách nhỏ kêu gọi hợp pháp hóa thuốc tránh thai, ban đầu sử dụng tên của nhóm, khiến các thành viên trong nhóm không cùng quan điểm với bà tức giận.
Enoki tham dự Hội nghị Ribu vào tháng 5 năm 1972, tuyển chọn phụ nữ để thành lập một nhóm kháng nghị gọi là Chūpiren (中ピ連; đôi khi được gọi là Pink Panthers hoặc mũ bảo hiểm màu hồng) như một cánh cấp tiến của phong trào nữ quyền Nhật Bản. Chūpiren là tên viết tắt của Chūzetsu Kinshi Hō ni Hantai Shi Piru Kaikin o Yōkyū Suru Josei Kaihō Rengō (Liên đoàn Giải phóng Phụ nữ Phản đối Luật Cấm Phá thai và Bãi bỏ Cấm Thuốc). Nhóm đã tổ chức các cuộc biểu tình được nhiều người tham gia vì hàng loạt vận động nhằm giải quyết các mối quan tâm của phụ nữ. Chūpiren quan tâm đến các quyền hợp pháp trong việc ly hôn và kết hôn, quyền tiếp cận kiểm soát sinh sản, phá thai và trả lương bình đẳng. Đội những chiếc mũ cứng màu hồng để đảm bảo tối đa sự chú ý của giới truyền thông, những người biểu tình đã diễu hành trong bộ quân phục màu trắng. Họ tổ chức các cuộc mít tinh phản đối và ngồi yên và tham gia vào các pha phô trương công khai như đối đầu với những người chồng không chung thủy trong văn phòng của họ. Giới truyền thông do nam giới thống trị đã đưa tin về Chūpiren nhưng không coi trọng họ, thay vào đó chế giễu phong trào này.
Enoki đã tranh luận với nhà nữ quyền Tanaka Mitsu, người không nghĩ rằng Chūpiren có thể được coi là một phần của uuman ribu, phong trào giải phóng phụ nữ Nhật Bản. Enoki không được tín nhiệm nhiều trong ribu và các thành viên của Chūpiren chỉ trích phong cách lãnh đạo của bà.
Enoki thành lập Đảng Phụ nữ Nhật Bản (Nihon Joseitō) cho cuộc bầu cử Nghị viên Chúng Nghị viện năm 1977. Đảng đã đưa ra từ 10 đến 12 ứng cử viên trong cuộc bầu cử và kết quả kém hơn, chỉ nhận được 0,4% số phiếu phổ thông. Sau cuộc bầu cử, Chūpiren bị giải tán và Enoki rời khỏi chốn nghị trường.
Chồng của Enoki đã cho bà vay 38.000 đô la để giúp tài trợ cho chiến dịch chính trị năm 1977 của Đảng Phụ nữ Nhật Bản. Họ đạt được một món hời khi Enoki vẫn tiếp tục làm việc nhà tại căn hộ của họ ở ngoại ô Tokyo và anh ta sẽ xóa khoản vay 2.670 đô la cho mỗi tháng làm việc nhà.